# Molí de Santa Perpètua
El Molí de Santa Perpètua és una obra de Pontils (Conca de Barberà) inclosa a l'Inventari del Patrimoni Arquitectònic de Catalunya.

## Descripció
Molí en estat ruïnós; tot ell està derruït. A la construcció s'empra la pedra local amb carreus irregulars millor disposats a les cantonades i en les obertures i arcs. En l'actualitat es conserven les voltes del sostre de la primera planta i part de l'alçat de la segona planta. També es conserva el cacau de la bassa i alguna arcada.

## Història
Es troba al peu del camí Vell de Seguer i a mig quilòmetre del poble de Santa Perpètua.